# Mindat.org

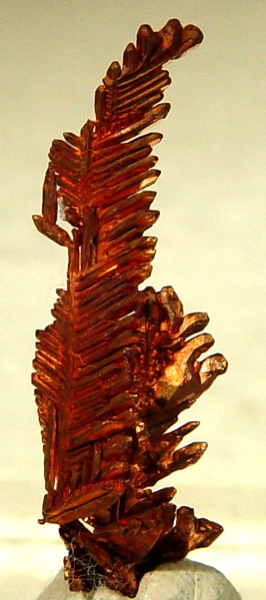
Кристалічне мідне «перо» з Ітаузьке родовище (Казахстан), приклад фотографії з бази даних Mindat

Mindat.org — некомерційна мінералогічна онлайн-база даних, одна з найбільших баз даних про мінерали та мінералогічних довідкових вебсайтів в Інтернеті. Вона використовується як професійними мінералогами і геологами, так й аматорами-колекціонерами мінералів.
Mindat містить велику базу даних про мінерали і місцевості, фотографії мінералів; постійно оновлюється зареєстрованими користувачами, які додають та редагують записи.
Станом на  2016 база містить:
- 45 289 найменувань мінералів (сюди входять мінеральні різновиди, синоніми та дискредитовані назви), з них 5091 — це мінерали або мінералоїди, визнані Міжнародною мінералогічною асоціацією (IMA).
- 261 955 місцезнаходжень мінералів по всьому світу, з інформацією про 903 204 місця проявів мінералів на цих ділянках.
- Понад 647 000 фотографій мінералів завантажено в галереї колекціонерами та установами з усього світу, які бажають поділитися своїми колекціями мінералів в Інтернеті.
- 48 657 користувачів зареєструвалися для завантаження фотографій та/або редагування даних.

## Історія
Mindat започаткований 1993 року як особиста база даних Джоліоном Ральфом. Згодом він розробив подальші версії як додаток Microsoft Windows, перш ніж запустити у жовтні 2000 р. вебсайт бази даних, що редагується спільнотою.
Зараз Mindat.org є частиною Інституту мінералогії Хадсона, неприбуткової освітньої фундації, зареєстрованої в штаті Нью-Йорк.
Джоліон Ральф нагороджений медаллю «Мінералогічне товариство Америки» 2011 року за його роботу з Mindat.org.